# محمود تیغ‌نورد
محمود تیغ‌نورد (انگلیسی: Mahmoud Tighnavard؛ زادهٔ ۷ سپتامبر ۱۹۸۳) یک بازیکن فوتبال اهل ایران است. 
از باشگاه‌هایی که در آن بازی کرده‌است می‌توان به باشگاه فوتبال نفت مسجدسلیمان، باشگاه فوتبال ایران جوان بوشهر، باشگاه فوتبال آلومینیوم هرمزگان، باشگاه فوتبال مس کرمان، باشگاه فوتبال استقلال خوزستان و باشگاه فوتبال صنعت نفت آبادان اشاره کرد.